# Potamonautes dentatus
Potamonautes dentatus is een krabbensoort uit de familie van de Potamonautidae. De wetenschappelijke naam van de soort is voor het eerst geldig gepubliceerd in 1995 door Stewart, Coke & Cook.